# Rugby-League-Weltmeisterschaft 2013/Intergruppenspiele
Während der Rugby-League-Weltmeisterschaft 2013 fanden drei sogenannte Intergruppenspiele zwischen Mannschaften aus den Gruppen C und D statt. Die Spiele fanden zwischen dem 26. Oktober und dem 7. November statt.

## Spiele

### Wales – Italien
| 26. Oktober 16:30 | Wales                                                                              | 16 : 32         | Italien | Millennium Stadium, Cardiff Zuschauer: 45.052 Schiedsrichter: Ashley Klein |
| 26. Oktober 16:30 | Versuche: B. Evans 15. erh. Lloyd 38. erh. Kear 43. n.erh. Erhöhungen: White (2/3) | (12:14) Bericht | Versuche: Guerra 9. erh., 21. erh. Mantellato 47. n.erh. Tedesco 69. n.erh. Centrone 71. n.erh. M. Minichiello 80. erh. Erhöhungen: Mantellato (3/6) Straftritte: Mantellato (1/1) 28. | Millennium Stadium, Cardiff Zuschauer: 45.052 Schiedsrichter: Ashley Klein |

| 1                  | Rhys Evans    |
| 2                  | Elliot Kear   |
| 3                  | Rhodri Lloyd  |
| 4                  | Ian Webster   |
| 5                  | Rhys Williams |
| 6                  | Lloyd White   |
| 7                  | Matt Seamark  |
| 8                  | Craig Kopczak |
| 9                  | Neil Budworth |
| 10                 | Ben Flower    |
| 11                 | Ben Evans     |
| 12                 | Tyson Frizell |
| 13                 | Larne Patrick |
| Auswechselspieler: |               |
| 14                 | Gil Dudson    |
| 15                 | Peter Lupton  |
| 16                 | Jordan James  |
| 17                 | Jacob Emmitt  |

| 1                  | Anthony Minichiello |
| 2                  | Josh Mantellato     |
| 3                  | James Tedesco       |
| 4                  | Aidan Guerra        |
| 5                  | Chris Centrone      |
| 6                  | Ben Falcone         |
| 7                  | Ryan Ghietti        |
| 8                  | Anthony Laffranchi  |
| 9                  | Dean Parata         |
| 10                 | Paul Vaughan        |
| 11                 | Mark Minichiello    |
| 12                 | Cameron Ciraldo     |
| 13                 | Joel Riethmuller    |
| Auswechselspieler: |                     |
| 14                 | Raymond Nasso       |
| 15                 | Sam Gardel          |
| 16                 | Ryan Tramonte       |
| 17                 | Brenden Santi       |

### Tonga – Cookinseln
| 5. November 20:00 | Tonga | 22 : 16         | Cookinseln                                                               | Leigh Sports Village, Leigh Zuschauer: 10.554 Schiedsrichter: Ashley Klein |
| 5. November 20:00 | Versuche: Fisiiahi 7. erh. Taumalolo 31. erh. Hurrell 39. n.erh. Taufua 62. n.erh. Erhöhungen: Langi (2/4) Straftritte: Langi (1/1) 37. | (18:10) Bericht | Versuche: Taripo 12. erh., 19. n.erh., 43. erh. Erhöhungen: Taripo (2/2) | Leigh Sports Village, Leigh Zuschauer: 10.554 Schiedsrichter: Ashley Klein |

| 1                  | Glen Fisiiahi   |
| 2                  | Daniel Tupou    |
| 3                  | Konrad Hurrell  |
| 4                  | Mahe Fonua      |
| 5                  | Jorge Taufua    |
| 6                  | Samisoni Langi  |
| 7                  | Daniel Foster   |
| 8                  | Brent Kite      |
| 9                  | Pat Politoni    |
| 10                 | Fuifui Moimoi   |
| 11                 | Jason Taumalolo |
| 12                 | Sika Manu       |
| 13                 | Mickey Paea     |
| Auswechselspieler: |                 |
| 14                 | Nafe Seluini    |
| 15                 | Siosaia Vave    |
| 16                 | Willie Manu     |
| 17                 | Ukuma Ta'ai     |

| 1                  | Drury Low         |
| 2                  | Chris Taripo      |
| 3                  | Brad Takairangi   |
| 4                  | Keith Lulia       |
| 5                  | Jordan Rapana     |
| 6                  | Jonathan Ford     |
| 7                  | Isaac John        |
| 8                  | Dylan Napa        |
| 9                  | Daniel Fepuleai   |
| 10                 | Zane Tetevano     |
| 11                 | Dominique Peyroux |
| 12                 | Zeb Taia          |
| 13                 | Tinirau Arona     |
| Auswechselspieler: |                   |
| 14                 | Hikule'o Malu     |
| 15                 | Adam Tangata      |
| 16                 | Joseph Matapuku   |
| 17                 | Sam Mataora       |

### Schottland – USA
| 7. November 20:00 | Schottland                                                                                              | 22 : 8        | Vereinigte Staaten                         | AJ Bell Stadium, Salford Zuschauer: 6.041 Schiedsrichter: Thierry Alibert |
| 7. November 20:00 | Versuche: Phillips 51. n.erh. Russell 55. erh. Douglas 63. erh. Hurst 80. erh. Erhöhungen: Brough (3/4) | (0:8) Bericht | Versuche: Freed 8. n.erh. Welch 23. n.erh. | AJ Bell Stadium, Salford Zuschauer: 6.041 Schiedsrichter: Thierry Alibert |

| 1                  | Matty Russell    |
| 2                  | Alex Hurst       |
| 3                  | Ben Hellewell    |
| 4                  | Danny Addy       |
| 5                  | David Scott      |
| 6                  | Danny Brough     |
| 7                  | Peter Wallace    |
| 8                  | Adam Walker      |
| 14                 | Andrew Henderson |
| 10                 | Luke Douglas     |
| 11                 | Brett Phillips   |
| 12                 | Dale Ferguson    |
| 13                 | Ben Kavanagh     |
| Auswechselspieler: |                  |
| 15                 | Alex Szostak     |
| 16                 | Mitch Stringer   |
| 17                 | Oliver Wilkes    |
| 18                 | Sam Barlow       |

| 1                  | Kristian Freed   |
| 2                  | Bureta Faraimo   |
| 3                  | Taylor Welch     |
| 4                  | Michael Garvey   |
| 5                  | Matt Petersen    |
| 6                  | Joseph Paulo     |
| 7                  | Craig Priestley  |
| 8                  | Mark Offerdahl   |
| 9                  | Tui Samoa        |
| 10                 | Eddy Pettybourne |
| 11                 | Clint Newton     |
| 12                 | Matt Shipway     |
| 13                 | Daniel Howard    |
| Auswechselspieler: |                  |
| 14                 | Dave Marando     |
| 15                 | Roman Hifo       |
| 16                 | Joel Luani       |
| 17                 | Judah Lavulo     |